# 早晨特惠計劃
早晨特惠計劃是香港地鐵曾經推行的一項措施，在非繁忙時間向乘客提供優惠，以解決荃灣線彌敦道一段超出負荷的問題。1988年，香港經濟學者何濼生博士建議地鐵公司鼓勵乘客於非繁忙時段乘搭地鐵，地鐵公司便於同年6月推行繁忙時間附加費和非繁忙時間的早晨特惠計劃，當中的早晨特惠計劃是月票制，容許乘客於星期一至六早上八時前無限次乘搭。1990年5月起，早晨特惠計劃被彈性上班時間優惠取代。